# Lupus vulgaris
Lupus vulgaris je chronické tuberkulózní kožní onemocnění. Je charakteristické pomalu se loupajícími strupy a zaschlými kusy kůže, po nichž zbývají jen pomalu se hojící jizvy. Za objev fototerapie účinné na toto onemocnění (1895) získal dánský lékař Niels Ryberg Finsen v roce 1903 Nobelovu cenu za lékařství.